# Lovasterápia
A lovasterápia pedagógiai, pszichológiai, fizikoterápiai, rehabilitációs és integrációs módszereket foglal magába, amelyeket a lóhoz és lovagláshoz kapcsolódva használnak fel. Célcsoportjai testi, lelki, és társas fejlődési zavarokban, fogyatékos állapotokban levő gyerekek, serdülők, felnőttek. Céljai között a lovas készségek fejlesztése a másodlagos; a legfontosabb a fejlődés segítése és a rehabilitáció.
A tárgyhoz más hátasállatok bevonása is hozzátartozik, így ló helyett használhatnak tevét, lámát, vagy szamarat is.

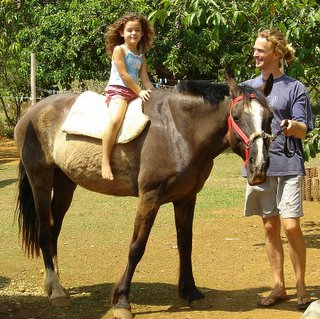
Terápiás lovaglás

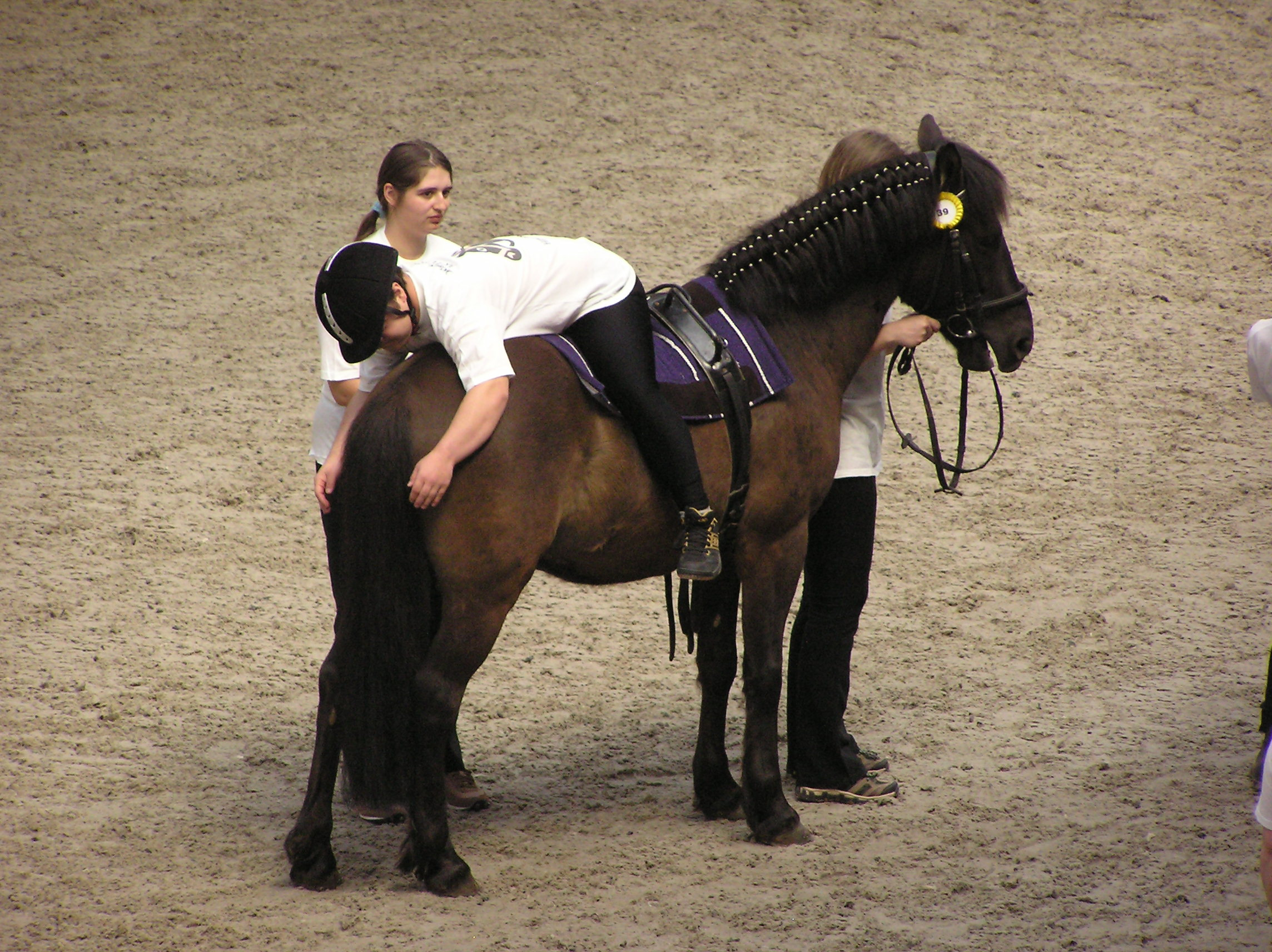
A mozgáskoordináció fejlesztése

## Történet
1969-ben alakult meg a NARHA (North American Riding for the Handicapped Association), mely akkor a biztonságos és hatékony terápiás lovaglás támogatását tűzte ki célul Észak-Amerika és Kanada területén. A ma már PATH néven (Professional Association of Therapeutic Horsemanship International) működő szervezet a lovagláson túl számos lovasterápiás eljárást is a szárnyai alá vett. 

1980-ban alakult meg az FRDI (Federation of Riding for the Disabled International) egy nonprofit szervezet, mely azzal a szándékkal jött létre, hogy segítse a lovasterápiás szakemberek technikai és szakmai fejlődését, tapasztalatainak megosztását nemzetközi szinten. Az FRDI XII. nemzetközi konferenciájának 2003-ban Magyarország adott otthont a Magyar Lovasterápia Szövetség (MLTSZ) szervezésében.

Napjainkra a lovagláson kívül más, ún. ló-asszisztált aktivitások és terápiák (Equine-assisted activities and therapies, EAAT) is megjelentek, teret kaptak. Így létezik terápiás lovaskocsizás, interaktív voltizsálás (mely hasonló a lovas gimnasztikához), ló-facilitált pszichoterápia (mely a lovat partnerként kezeli a pszichoterápiában), földi munka és istálló-menedzsment is.

## Lovasterápia Magyarországon
Magyarországon a Magyar Lovasterápia Szövetség 1997 óta szervez lovasterapeuta képzéseket segítő szakemberek számára. A lovasterápia négy szakága érhető el hazánkban: hippoterápia, gyógypedagógiai lovaglás, parasport és lovas pszichoterápia.

### Hippoterápia
"A hippoterápia orvosi indikáció alapján történő neurofiziológiai gyógytorna kezelés, mely a sérült, károsodott, fogyatékos személy passzív és aktív részvételével, terápiás célú gyakorlatok végeztetésével, általában hátulról, hosszú száron vezetett lovon, hevederrel történik".

### Gyógypedagógiai lovaglás és lovastorna
A gyógypedagógiai lovaglás és lovastorna/voltizsálás során gyerekek és fiatalok fogyatékosság specifikus fejlesztése történik egyénileg, vagy csoportos formában a ló, a lovaglás, a lovardai tevékenységek és környezet által. A terápiát  szakképzett gyógypedagógus- lovasterapeuta vezeti, és a foglalkozás során egyéni elbírálás alapján felhasználható a ló bármely jármódja.

### Ló asszisztált pszichoterápia
A ló asszisztált pszichoterápia (más néven lovas pszichoterápia vagy ló-mediált pszichoterápia) a lovat, mint második pszichoterapeutát (ún. ko-terapeutát) vonja be a lelki problémák kezelésébe. A ló személyiségét, természetét, az általa biztosított elfogadó légkört, és közvetlen, egyértelmű visszajelzéseit használja fel a gyógyító folyamatban. A terápiát szakképzett lovas pszichoterapeuta végzi. A módszer felnőttek és gyerekek számára egyaránt alkalmas.

### Parasport
"A parasport elnevezés alatt a ló és a lovas együttes felkészültségén alapuló, kondíciónövelő, sportszerű tevékenységek összességét értjük." Tulajdonképpen speciális lovas oktatást jelent fogyatékkal élő lovasok számára. Két területe van:
- Rekreáció, szabadidő tevékenység

"A cél, a szabadidő hasznos eltöltése, az egészségi állapot-, és kondíció megőrzése és növelése speciálisan felkészített lovas szakemberek,
lovas oktatók, lovas terapeuták, lovas edzők segítségével".
- Versenysport, élsport

"Célja a hazai és a nemzetközi szintű versenyzés megteremtése a sérülés és fogyatékosság specifikus nemzetközi szabályok szerinti kategóriákban (IPC International Paralympic Committee, vagy a Speciális Olimpia) speciális képzettséggel rendelkező lovas edzők segítségével".